# 24969 Lucafini
24969 Lucafini este un asteroid din centura principală de asteroizi.

## Descriere
24969 Lucafini este un asteroid din centura principală de asteroizi. A fost descoperit pe 13 februarie 1998 la San Marcello Pistoiese de Luciano Tesi și Andrea Boattini. Asteroidul prezintă o orbită caracterizată de o semiaxă mare de 2,60 ua, o excentricitate de 0,12 și o înclinație de 14,1° în raport cu ecliptica.